# Morvan Marchal

Bandera de Bretanya, concebuda per Morvan Marchal

Morvan Marchal (Vitré, 31 de juliol de 1900 - París, 13 d'agost de 1963) fou un arquitecte i militant nacionalista bretó. Estudià arquitectura a l'Escola de Belles Arts de Rennes i el 1918 participà en la fundació del Grup Regionalista Bretó amb Camille Le Mercier d'Erm, Job Loyant et Job de Roincé, influït pel regionalisme monàrquic i dretà de Charles Maurras. Les seves inquietuds artístiques el van dur a militar al grup artístic bretó Seiz Breur i el 1923 va dissenyar la bandera de Bretanya, coneguda amb el nom de gwenn ha du (blanc i negre).
El 1927 participà en la fundació del Partit Autonomista Bretó (PAB) a Rosporden, del que en formà part del comitè director, però s'oposà a la línia nacionalista d'Olier Mordrel i encoratjà una línia federalista des de la revista Breiz Atao, que dirigia des de 1928. Després del fracàs electoral del PAB a les eleccions de 6 d'abril de 1930, ell i Maurice Duhamel dimitiren i deixaren la direcció del partit a Olier Mordrel i François Debeauvais. Aleshores fundà la Lliga Federalista de Bretanya i el 1932 la revista La Bretagne fédérale. El 1934 transformà la Lliga en Moviment Federalista de Bretanya amb Gestalen, Francis Bayer du Kern, Goulven Mazéas i Rafig Tullou, que el 1938 signaren un Manifest dels federalistes bretons.
Durant la Segona Guerra Mundial encoratjà la revista neodruídica Nemeton amb Rafig Tullou i Gwilherm Berthou Kerverziou, l'objectiu del qual era, més enllà dels estudis esotèrics sobre el druidisme com a tal, denunciar influència catòlica a Bretanya en nom d'una suposada vinculació de la germandat racial de la pàtria celta a la "Nova Europa" nòrdica, que es construïa a Alemanya amb les conquestes del Tercer Reich. Per aquest motiu i per haver estat vinculat al Reagrupament Nacional Popular de Marcel Déat, el 1945 fou condemnat a 5 anys d'indignitat nacional.
Després de la guerra s'instal·là a París, on hi treballà com a empleat de la companyia del gas. També va col·laborar amb algunes publicacions vinculades a membres de la francmaçoneria. Va viure en condicions precàries fins que va morir a l'Hospital Lariboisière de París. Un carrer de Vitré porta el seu nom.